# さいたま市立善前小学校
さいたま市立善前小学校（さいたましりつ ぜんまえしょうがっこう）は、埼玉県さいたま市南区にある公立小学校。

## 規模
- 2024年度 - 職員数49人　児童数645人　22学級

## 沿革
| 昭和５５年 ４月 １日                     | 浦和市立善前小学校開校 23学級 児童数933名 教職員数37名                            |
| 昭和５５年 ７月３１日                    | プール完成                                                                        |
| １１月 ４日                              | 落成式挙行（開港記念日） 「善前小学校の歌」「校章」制定                           |
| 昭和５６年 ３月１８日                    | 屋内運動場源氏幕後幕設置（卒業記念品）                                            |
| ３月２５日                               | 築山工事完了（第一号）                                                            |
| 昭和５７年 １月２８日                    | 築山工事完了（第二号） 大時計取付工事完了（卒業記念品）                           |
| １０月１６日                             | 登り棒、雲梯設置（卒業記念品）                                                    |
| 昭和５８年 ２月１２日                    | 「善前小学校の歌」を「善前小学校校歌」とする。                                    |
| ５月 ９日                                | 遊戯砂場完成                                                                      |
| ５月３１日                               | プール改修工事完成                                                                |
| 昭和５９年 １月１１日                    | １・２年教室暗幕取付                                                              |
| ３月１５日                               | 卒業制作「タイル壁画・希望の大地」取付                                            |
| ８月２１日                               | 「保護者と教職員のみどりの会」会則承認会開催                                      |
| ９月２９日                               | 「保護者と教職員の創立総会開催」                                                  |
| １０月２７日                             | 「保護者と教職員の臨時総会開催」                                                  |
| 昭和６０年 ３月１６日                    | 植樹工事・築山工事完了                                                            |
| 昭和６１年 ３月３１日                    | 校旗制定                                                                          |
| ４月２９日                               | 善前児童館開館式                                                                  |
| ８月３０日                               | 耐震性貯水槽新設                                                                  |
| 昭和６２年１２月 ８日                    | 飼育小屋完成                                                                      |
| 昭和６３年１１月１１日                   | 「保護者と教職員のみどりの会」 創立５周年記念式典挙行                             |
| 平成元年 １１月１０日                    | 土俵開き                                                                          |
| １２月２６日                             | 屋内運動場屋根塗装完成                                                            |
| 平成 ３年１１月２０日                    | 校庭改修工事完成                                                                  |
| 平成 ４年 １月３０日                     | 「社会科」・「生活科」公開授業研究会                                              |
| 平成 ４年 ３月 ６日                      | 土俵屋根完成                                                                      |
| １１月２６日                             | ランチルーム開き                                                                  |
| 平成 ５年 ７月１６日                     | 善前小学校金管バンド設立                                                          |
| ８月１２日                               | 照明器具増設工事完了                                                              |
| １０月１３日                             | コンピューター設置                                                                |
| 平成 ６年 １月１９日                     | 日本語国際センター研修生訪問                                                      |
| ２月２５日                               | 「体育科」公開授業研究会                                                          |
| ５月１７日                               | 「保護者と教職員のみどりの会」を「PTAみどりの会」 に改名し、浦和市PTA連合会に加入 |
| ９月 ２日                                | 散水装置完成                                                                      |
| 平成 ７年 １月２６日                     | コンピュータ学習用教育準備完了                                                    |
| ２月１４日                               | 「算数科」公開授業研究会                                                          |
| ２月２４日                               | 屋内運動場屋根改修工事完了                                                        |
| ８月１０日                               | 電気陶芸釜設置                                                                    |
| １１月２９日                             | 体育小屋完成                                                                      |
| 平成 ８年 １月３１日                     | 「算数科」公開授業研究会発表                                                      |
| ２月 ９日                                | 埼玉県学校給食優良学校受賞                                                        |
| 平成 ９年 ９月２５日                     | 体育館内装全面改修                                                                |
| １０月 ８日                              | 「算数科」公開授業研究会 本発表（市委嘱）                                         |
| １０月１６日                             | 文部省学校給食優良学校受賞                                                        |
| 平成１０年 ２月 ９日                     | 屋上防水工事完了                                                                  |
| 平成１１年 ９月２２日                    | 浦和市教育委員会「国語科」研究 委嘱（平成１１・１２年度）校庭全面改修工事完了     |
| 平成１２年 １月２０日                    | 正門改修工事完了                                                                  |
| １月２９日                               | 開校２０周年記念式典・開門式・祝賀会挙行                                          |
| １０月２４日                             | 「国語科」公開授業研究会本発表 （市委嘱・県国語教育研究会委嘱）                   |
| 平成１３年 ５月 １日                     | さいたま市立善前小学校に名称変更                                                  |
| 平成１４年 ３月３１日                    | 新コンピュータ学習用教室完成                                                      |
| 平成１５年１０月１７日                   | 支援・指導法の工夫研究発表「算数科」（市委嘱）                                    |
| 平成１７年 ５月２３日                    | 計算力向上「算数科」（市研究指定）                                                |
| 平成１８年 ３月２２日                    | 学校環境緑化コンクール良好校受賞                                                  |
| 平成１８年１０月１７日                   | 公開授業研究会「算数科」計算力向上（市研究指定）                                  |
| 平成１９年 ３月２０日                    | 学校環境緑化コンクール優良校受賞                                                  |
| 平成２０年 ７月１６日                    | NIE実践校（２年間）                                                               |
| 平成２１年 ５月２８日                    | 国語力向上（市教研推進）                                                          |
| 平成２２年 １月１９日                    | 開校３０周年記念式典挙行                                                          |
| ２月 ８日                                | 校内ラン設置完工                                                                  |
| ３月 ３日                                | 職員室パソコン導入                                                                |
| ５月２５日                               | あいさつ運動推進モデル校（２年間）                                                |
| ７月２２日                               | 土俵改修完工                                                                      |
| ８月１２日                               | 災害用マンホール型トイレ完工                                                      |
| ８月２６日                               | 善前公民館落成式                                                                  |
| ９月１０日                               | 校庭放送設備完工（800メガヘルツ帯対応）                                           |
| １０月 ８日                              | 電気自動車教室モデル事業協力校                                                    |
|                                          | 清水勇人さいたま市長来校                                                          |
| １１月 ２日                              | 国語科研究発表会（市教研推進）                                                    |
| 平成２３年 ２月 ７日                     | ＰＣ教室新規機器設置                                                              |
| ３月２９日                               | 防犯カメラ増設（１Ｆ昇降口）                                                      |
| ５月２４日                               | 国語力向上（市研究推進）                                                          |
| 健康教育「食育」モデル校（２年間）       |                                                                                   |
| １０月２７日                             | 耐震補強工事完工(校舎）                                                           |
| 平成２４年 ３月 ８日                     | 学校環境緑化コンクール優秀校受賞                                                  |
| ３月２８日                               | 校舎北側壁面の大時計改修（電波時計）                                              |
| ４月 ７日                                | 校舎南側通路舗装完工                                                              |
| ５月２２日                               | 「読み・書き・そろばん」推進モデル校                                              |
| ５月２７日                               | 全日本学校関係緑化コンクール 準特選受賞                                           |
| １０月３０日                             | 国語科研究発表会（市研究推進）                                                    |
| 平成２５年 ５月２３日                    | 「ＡＳＵＫＡモデル」実践校                                                        |
| 平成２６年 １月２９日                    | 「人権教育」研究発表会（市研究指定）                                              |
| ９月１７日                               | 「生徒指導・教育相談」研究発表会（市研究指定）                                    |
| 平成２７年 ５月２２日                    | 「小・中一貫教育」モデル校（27年度) （市研究委嘱）                                |
| 「教育課程」（27・28年度) （市研究委嘱） |                                                                                   |
| 平成２８年１１月 ４日                    | 「教育課程（算数科）」研究発表会（市研究指定）                                    |
| 平成２９年 ３月１７日                    | 優れた「早寝早起き朝ごはん」運動の推進にかかる 文部科学大臣表彰受賞               |
| 令和元年 ５月２２日                      | 南区内一斉あいさつ運動 清水勇人さいたま市長来校                                   |
| １１月２８日                             | 開校４０周年記念式典挙行                                                          |
| 令和２年１２月 ３日                      | 教育用校内ネットワーク構築に係るネットワーク完工                                  |
| 令和３年 ２月 ４日                       |                                                                                   |

## 学区
- 大字太田窪（1番地～1271番地1289番地～1694番地・1743番地～1833番地・1863番地～1939番地・2331番地～2803番地・2843番地2～3154番地・3173番地～7238番地・7246番地～最終番地）
- 大字大谷口（1468番地2～1469番地・1470番地2・1471番地2～1471番地最終号・1472番地～1481番地・1483番地3・1520番地～1560番地・1586番地1・1586番地4～1586番地最終号・1587番地～1598番地・1603番地～1644番地・1676番地2・1677番地～1708番地・1760番地3・1760番地6～1760番地最終号・1762番地～1767番地・1771番地～1820番地・1830番地2～1830番地最終号・1831番地～1934番地・1993番地・1997番地～1998番地・1999番地2・2010番地2・2036番地～2161番地・3171番地～3208番地・5667番地～最終番地）
- 大字円正寺

## 交通
- JR浦和駅からバス（浦50・浦50-2）で11分、善前停留所下車徒歩2分。

## 著名な出身者
- 古谷実（漫画家）